# Robert Kindersley
Pour les articles homonymes, voir Kindersley (homonymie).
Robert Molesworth Kindersley (21 novembre 1871, Wanstead - 20 juillet 1954), 1er baron Kindersley (en), est un homme d'affaires et homme politique britannique.

## Biographie
Associé de David A. Bevan & Co en 1902, il est directeur de la Banque d'Angleterre de 1914 à 1946 et gouverneur de la Compagnie de la Baie d'Hudson de 1915 à 1925. Il devient président de Lazard Brothers & Co en 1919.
Il est l'organisateur du National Savings Committee (en), qu'il préside de 1916 à 1946. Il est le représentant britannique du comité du plan Dawes en 1924.

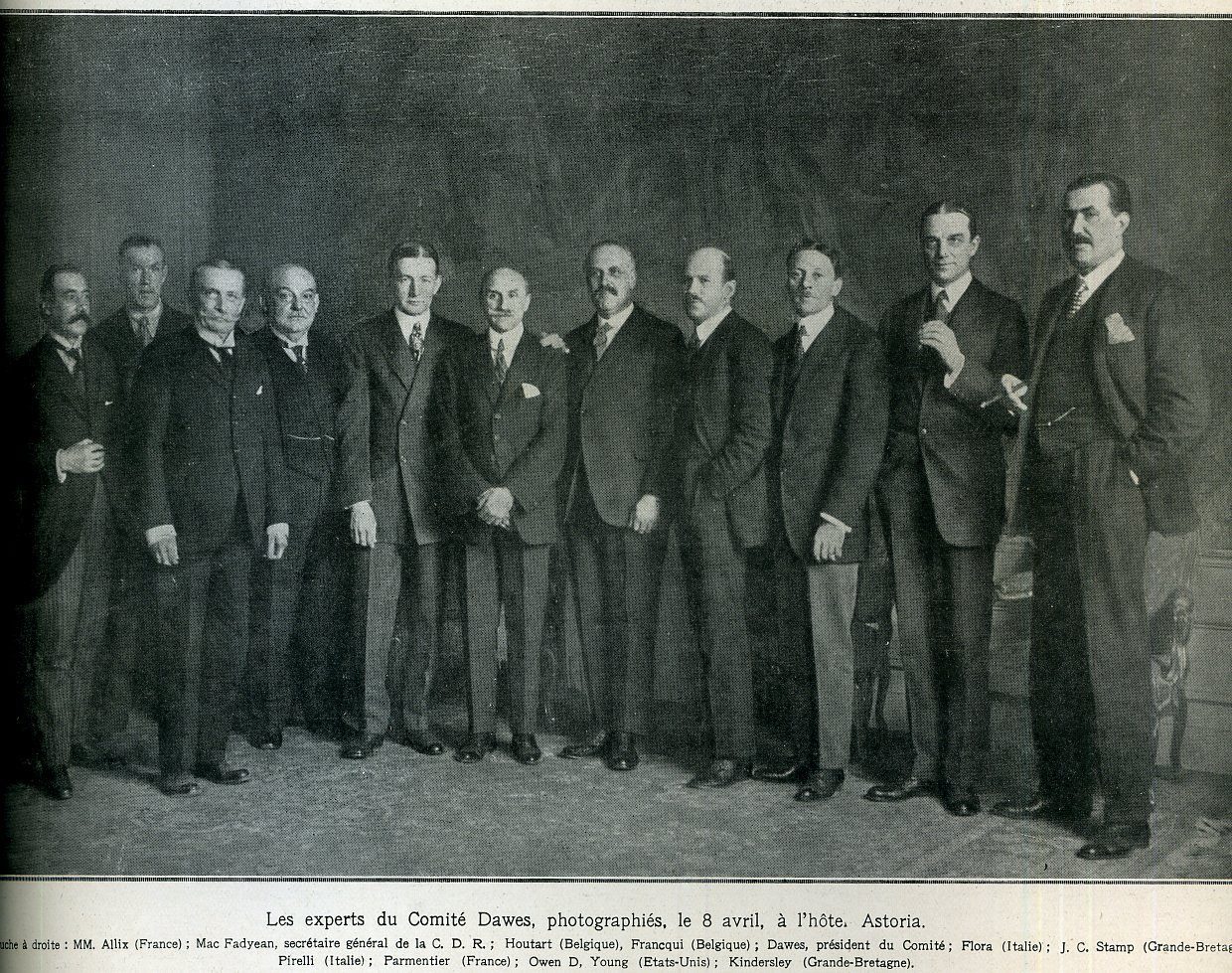
Le groupe d'experts financiers (plan Dawes) présidé par Charles Dawes (Robert Kindersley à droite).

Il est membre de la Chambre des lords de 1941 à 1954.
Il est l'un des principaux actionnaires du Canadian Northern Railway. La ville de Kindersley est nommé en son honneur.
En 1941, il est créé Baron Kindersley (en).
C'est le père de Hugh Kindersley et le grand-père de Robert Hugh Molesworth Kindersley.

## Source de la traduction
- (en) Cet article est partiellement ou en totalité issu de l’article de Wikipédia en anglais intitulé « Robert Kindersley, 1st Baron Kindersley » (voir la liste des auteurs).